# Olympische Sommerspiele 1964/Teilnehmer (Kambodscha)
| Gelbes Symbol für Goldmedaillen mit stilisierten Olympischen Ringen | Graues Symbol für Silbermedaillen mit stilisierten Olympischen Ringen | Braundes Symbol für Bronzemedaillen mit stilisierten Olympischen Ringen |
| ------------------------------------------------------------------- | --------------------------------------------------------------------- | ----------------------------------------------------------------------- |
| —                                                                   | —                                                                     | —                                                                       |

Kambodscha nahm an den Olympischen Sommerspielen 1964 in der japanischen Hauptstadt Tokio mit einer Delegation von 13 Sportlern teil.

## Teilnehmer nach Sportarten

### Boxen
- Ek Sam An
Bantamgewicht: 17. Platz

- Khiru Soeun
Federgewicht: 9. Platz

- You Chin Hong
Leichtgewicht: 33. Platz

- Touch Nol
Halbweltergewicht: 9. Platz

### Radsport
- Ret Chhon
100 Kilometer Mannschaftszeitfahren: 27. Platz

- Khem Son
100 Kilometer Mannschaftszeitfahren: 27. Platz
4000 Meter Einzelverfolgung: Vorläufe

- Van Son
100 Kilometer Mannschaftszeitfahren: 27. Platz

- Yi Yuong
100 Kilometer Mannschaftszeitfahren: 27. Platz

- Tan Thol
Sprint: 3. Runde
1000 Meter Zeitfahren: 22. Platz

- Tim Phivana
Sprint: 2. Runde

### Segeln
- Touch Kim Sy
Finn-Dinghy: 33. Platz

- An Dandara
Star: 17. Platz

- Kim Tal
Star: 17. Platz